# Bahnhof Mürzzuschlag

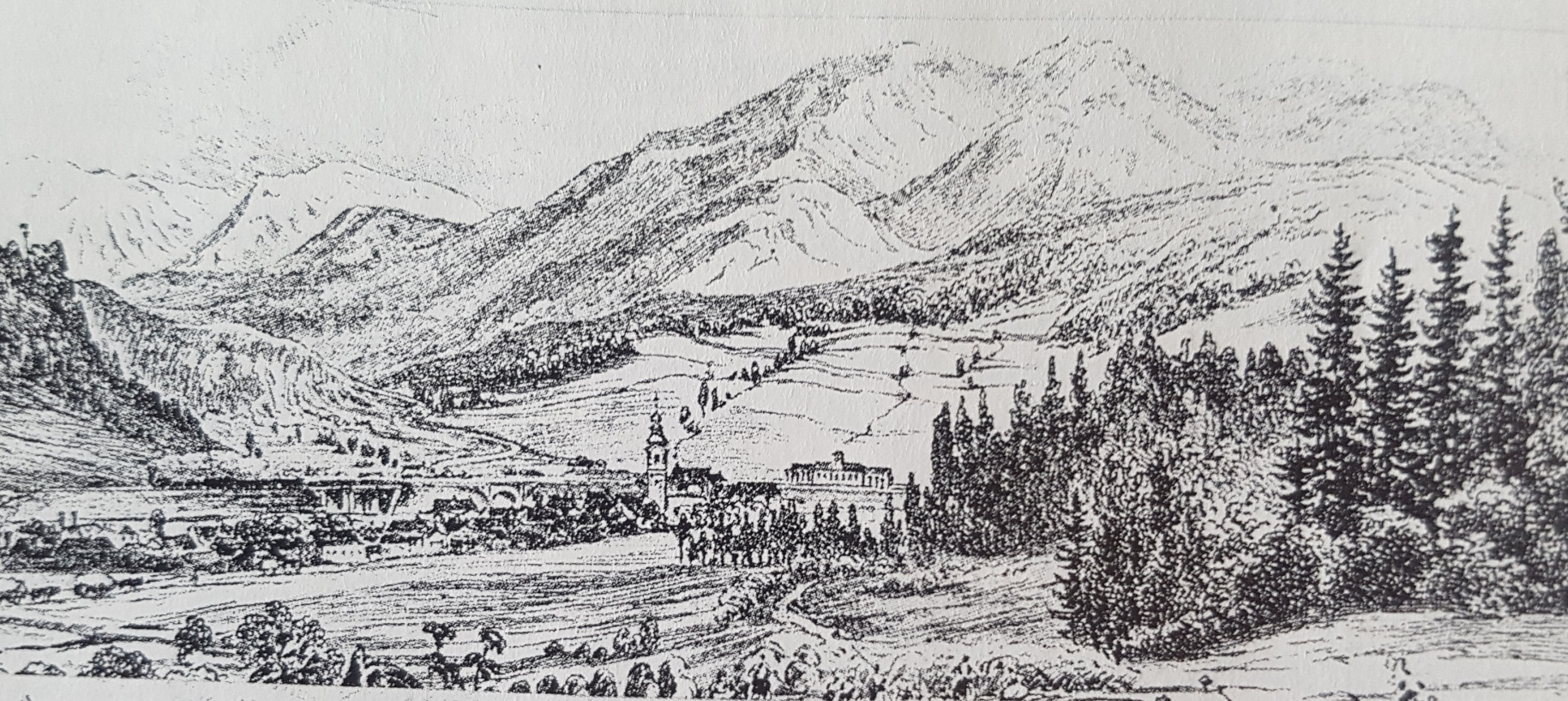
Mürzzuschlag um 1844
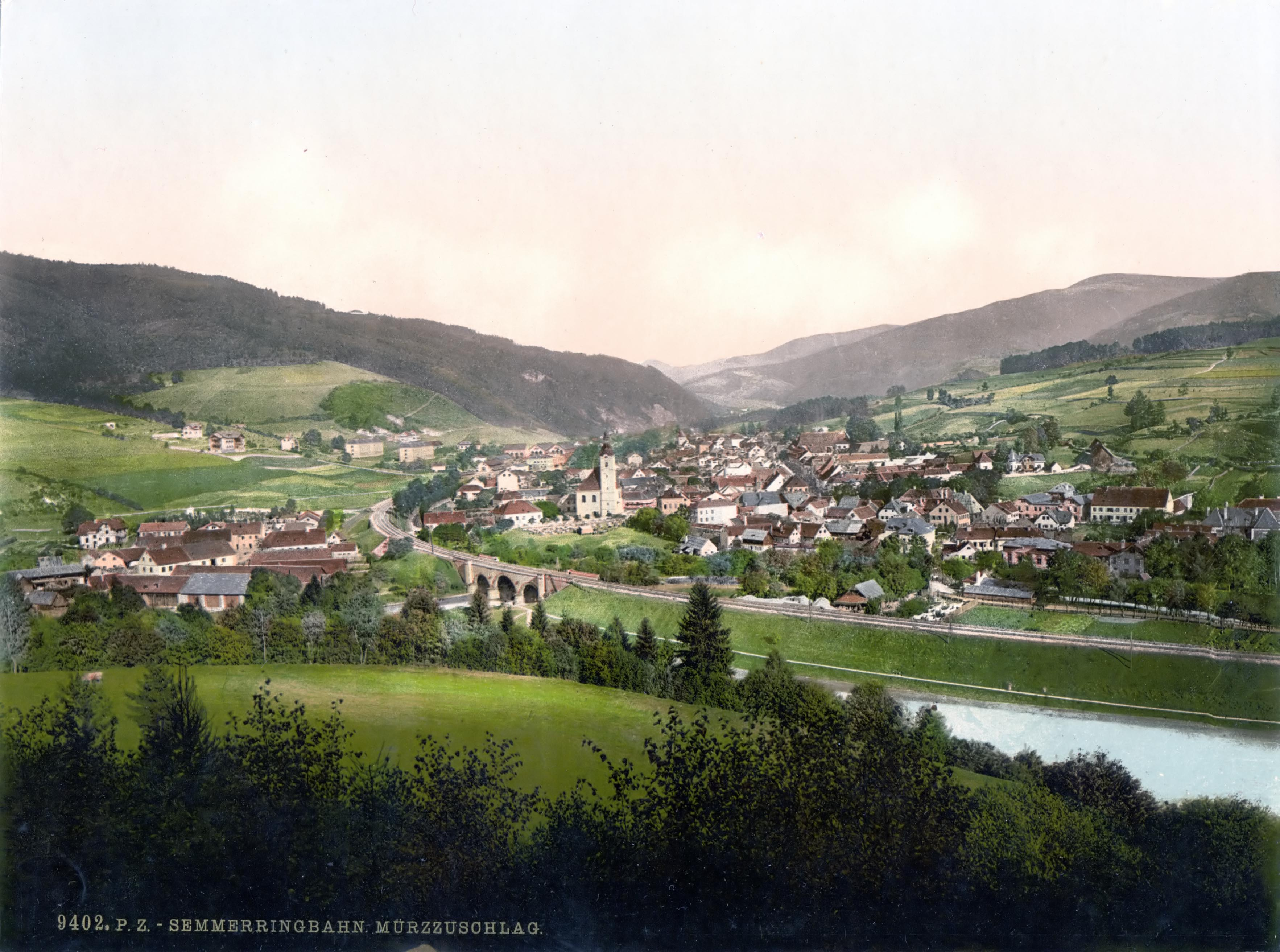
Mürzzuschlag mit Südbahntrasse um 1900
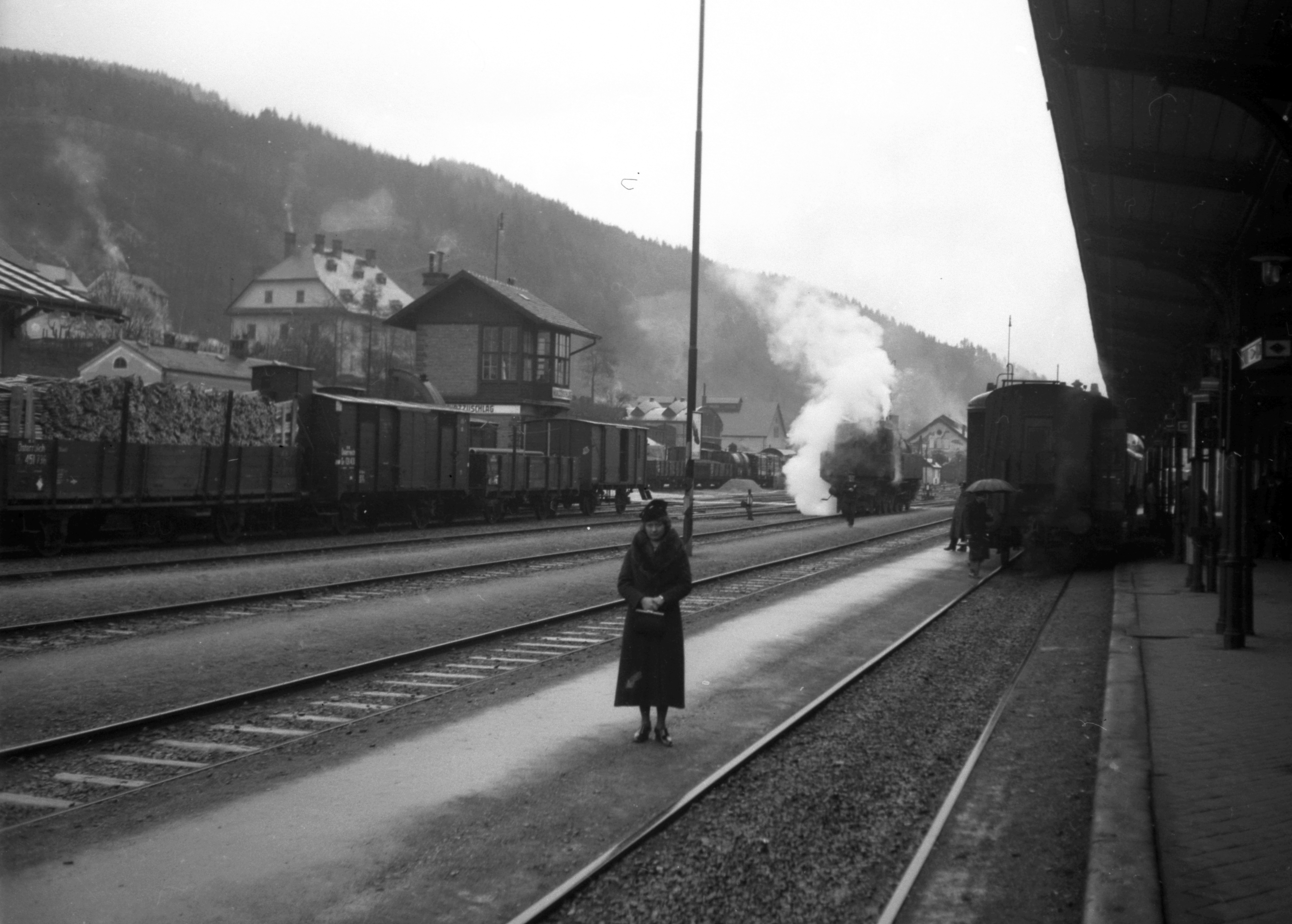
Der Bahnhof um 1936 (Bahnsteig 1, Blick nach Ost)
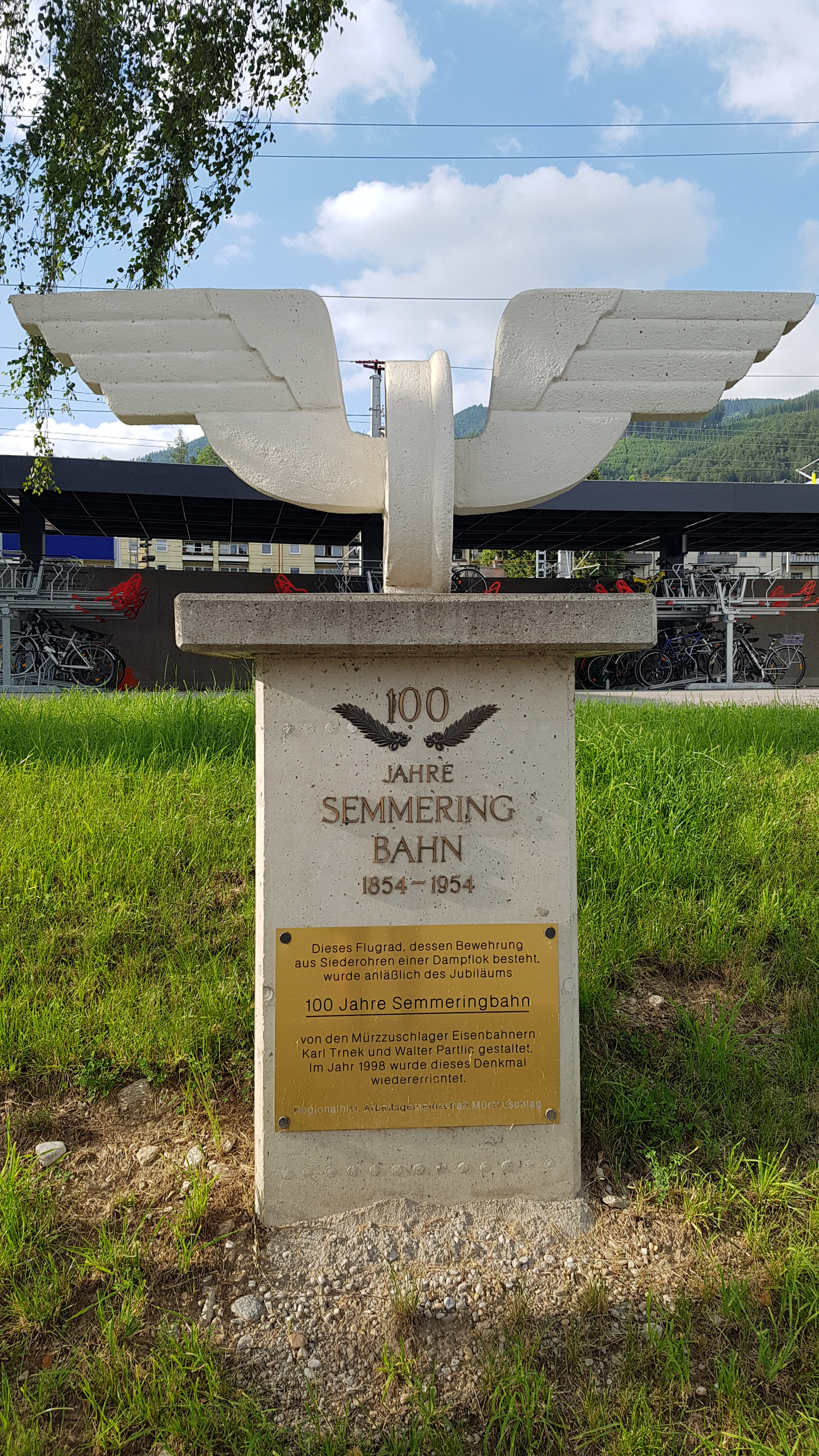
Denkmal 100 Jahre Semmeringbahn
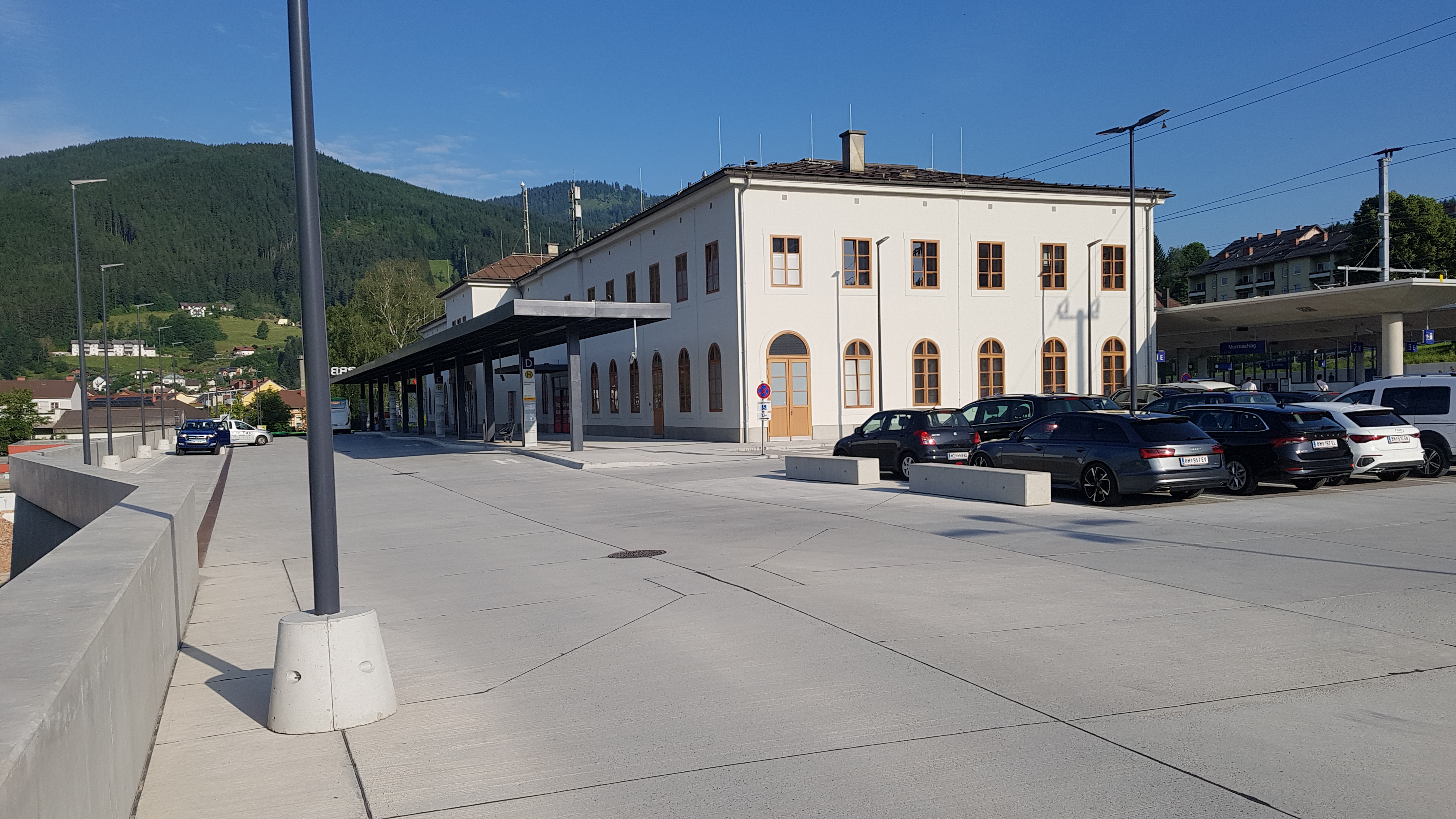
Parkplatz und Busterminal vor dem Aufnahmsgebäude
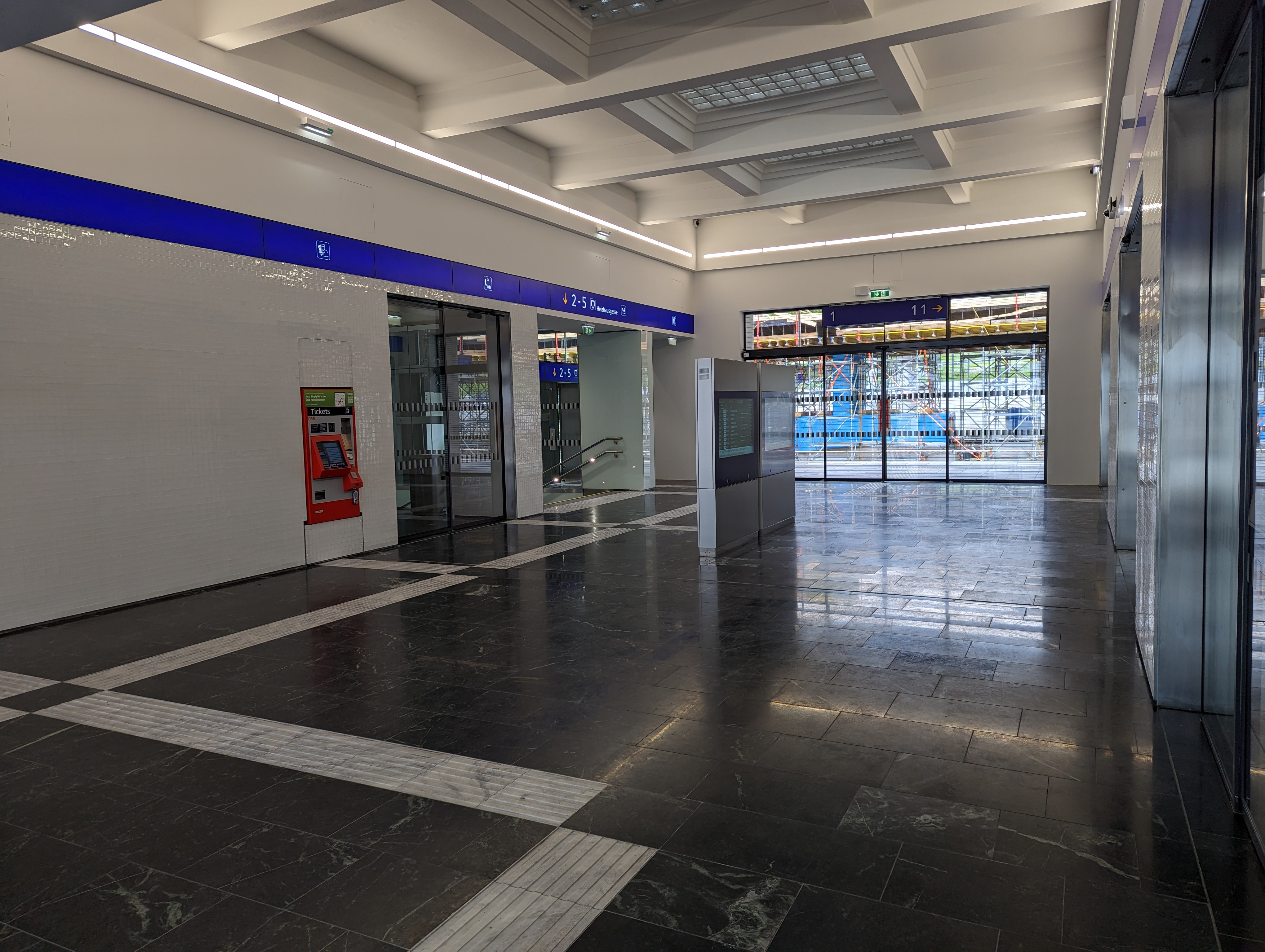
Wartehalle
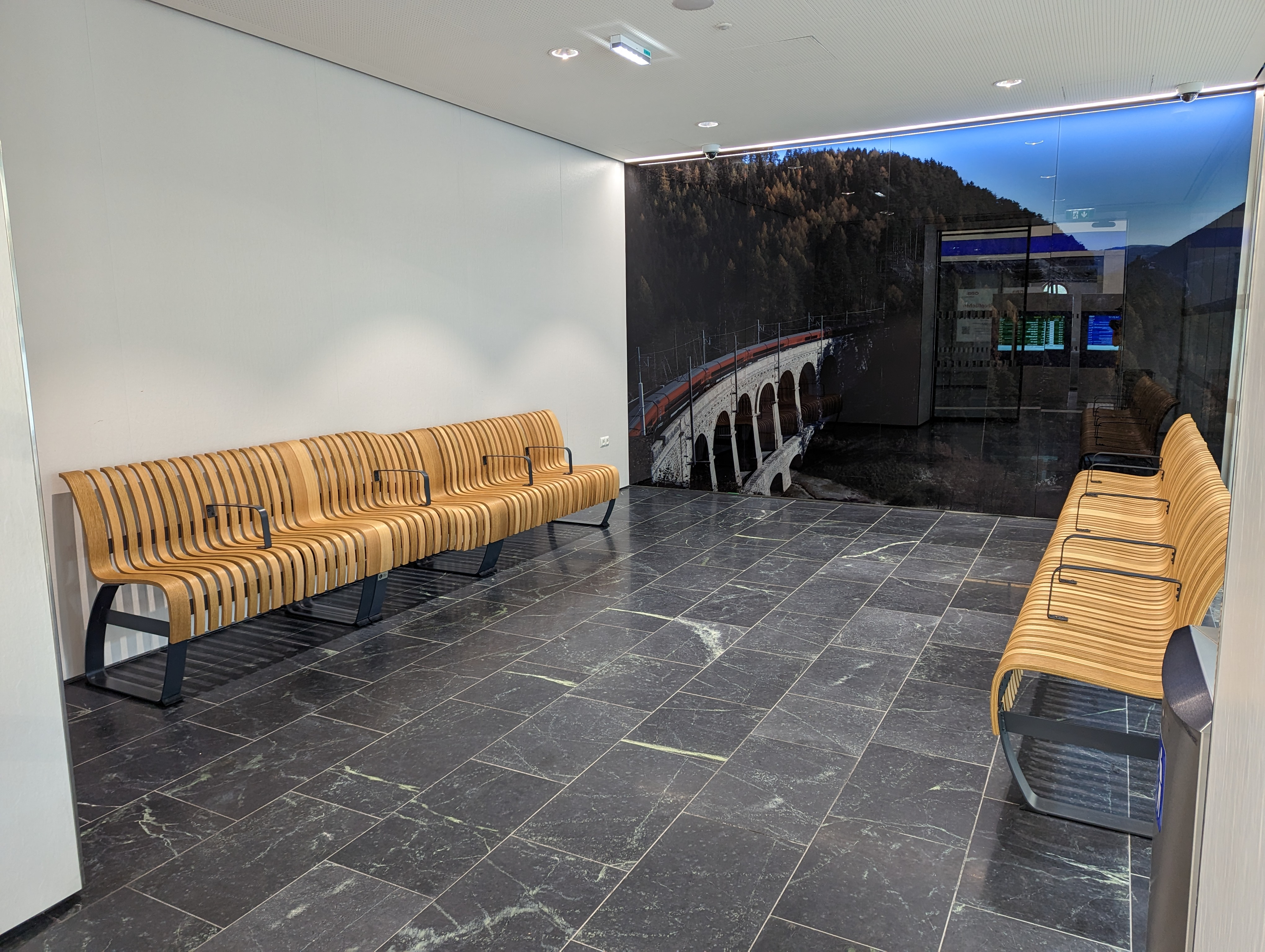
Warteraum
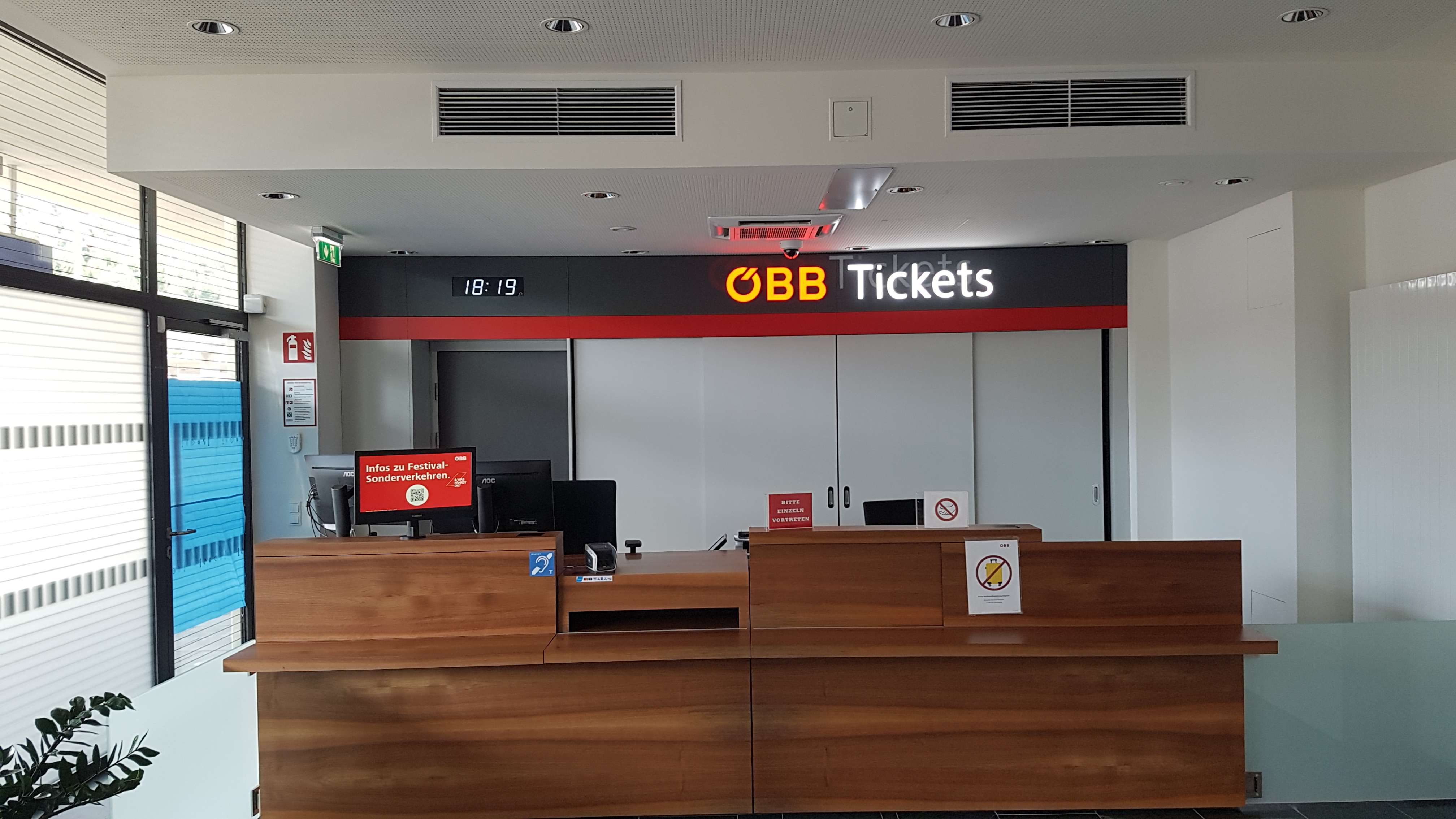
Ticketterminal
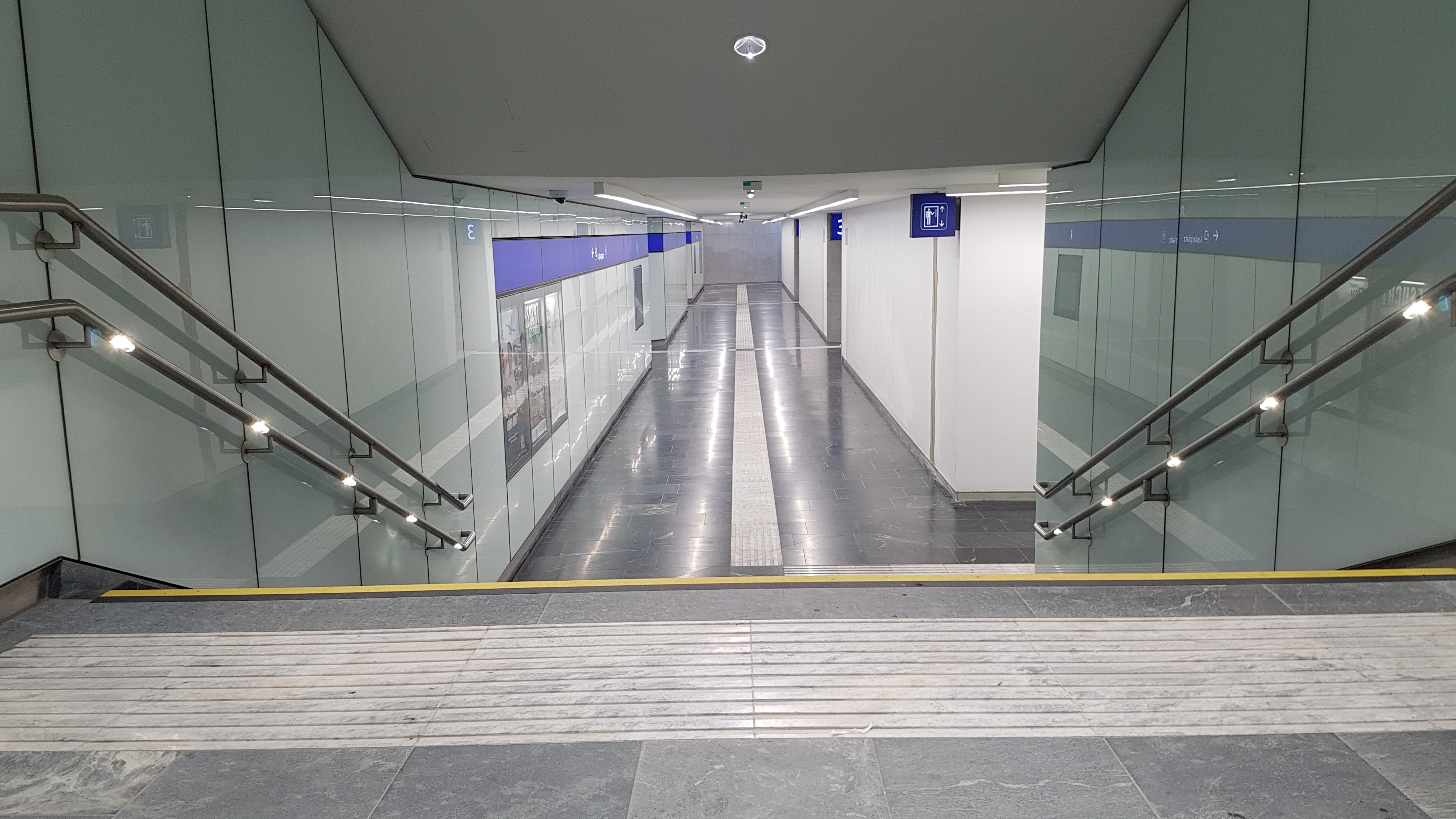
Personentunnel
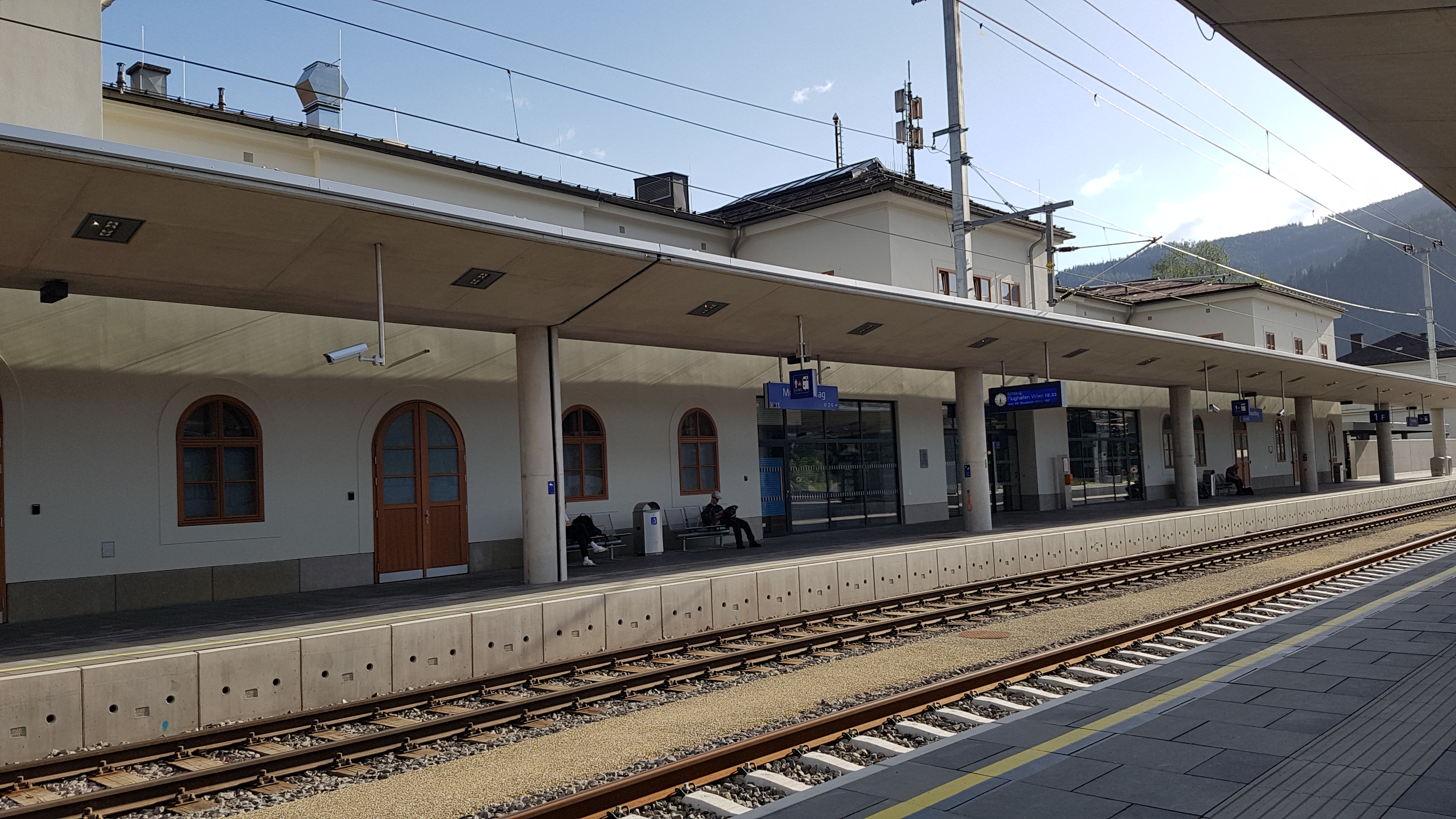
Hausbahnsteig, Blick aus Nord
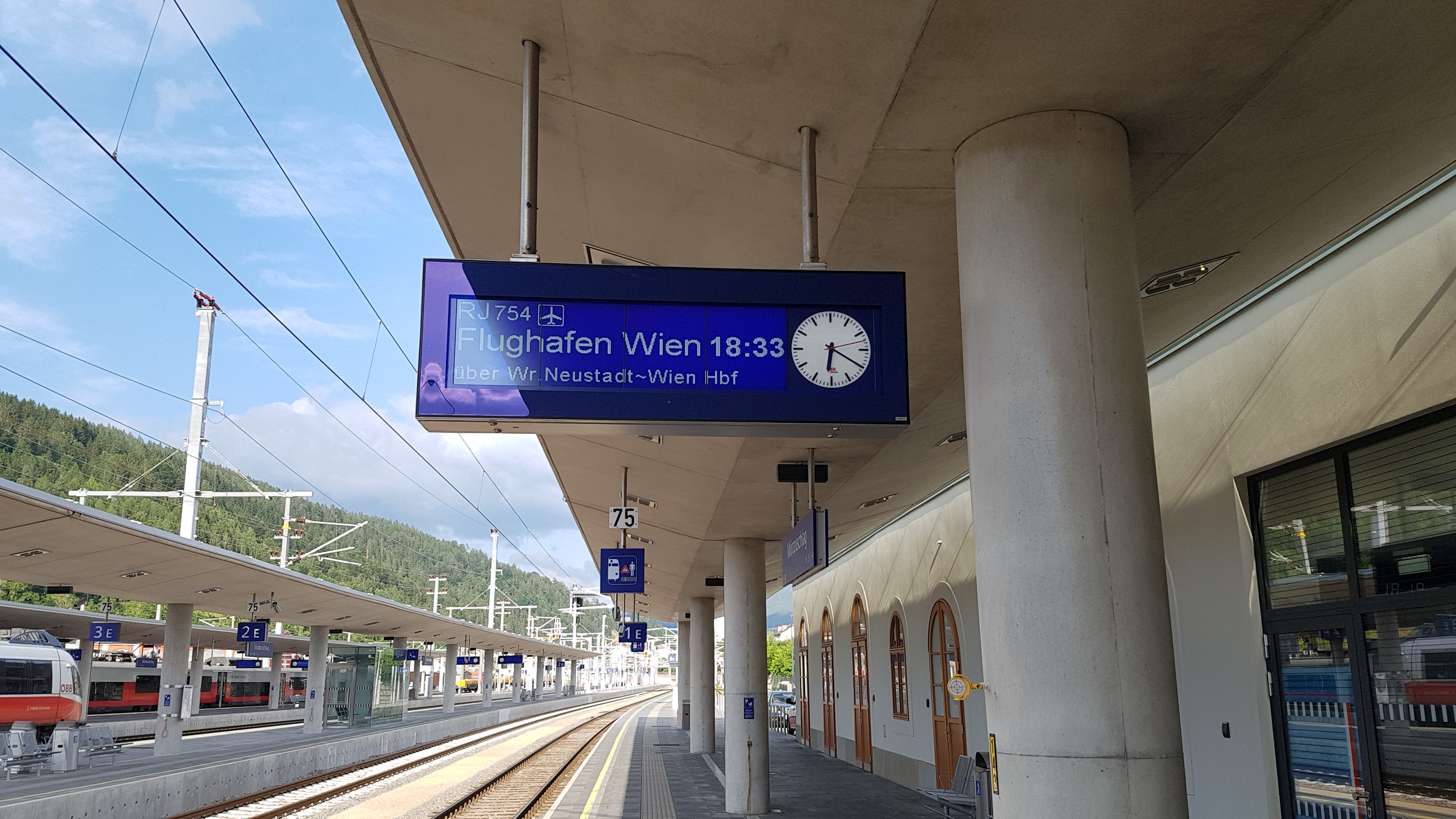
Bahnsteiganzeige
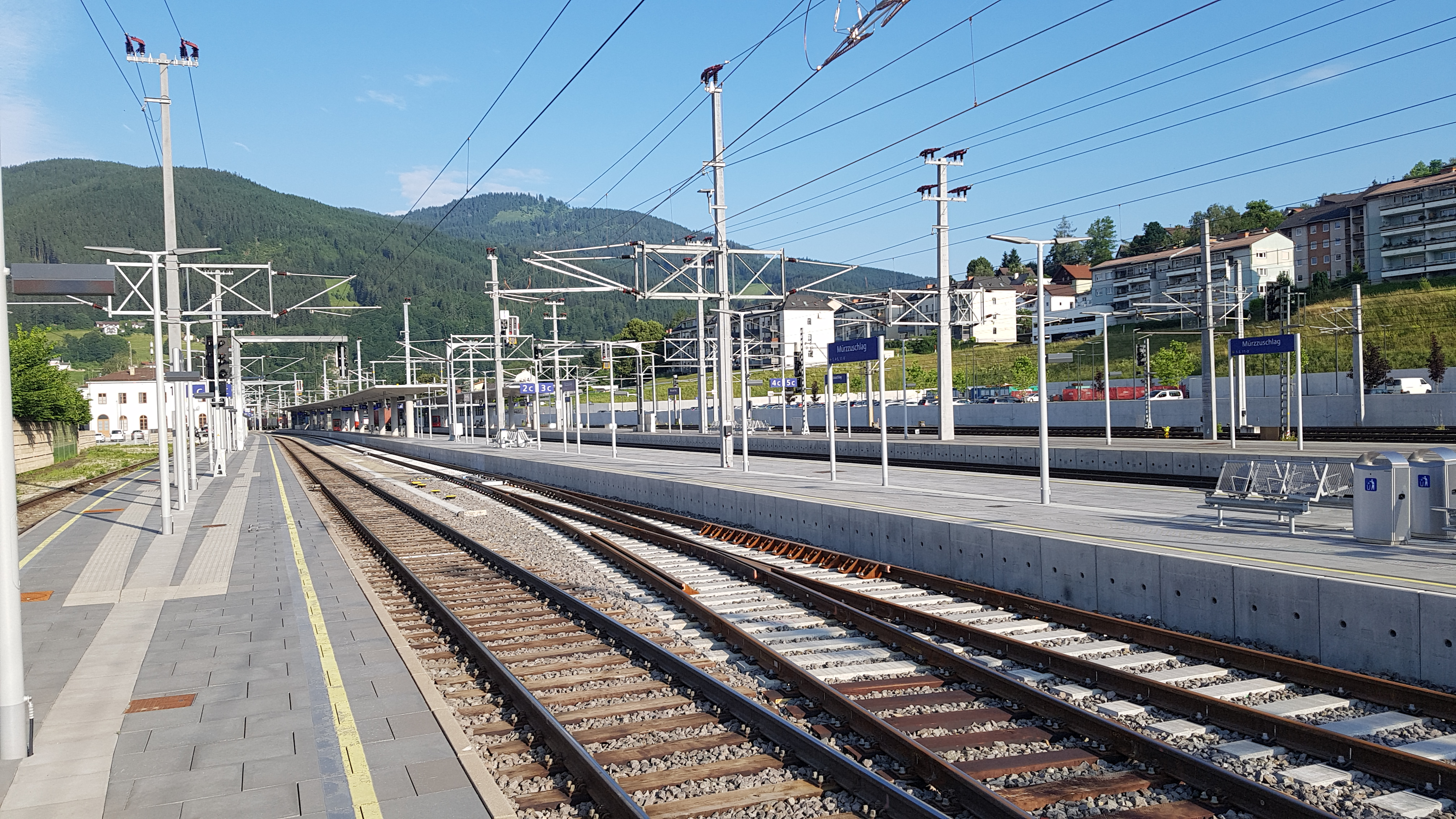
Bahnsteig 2/3
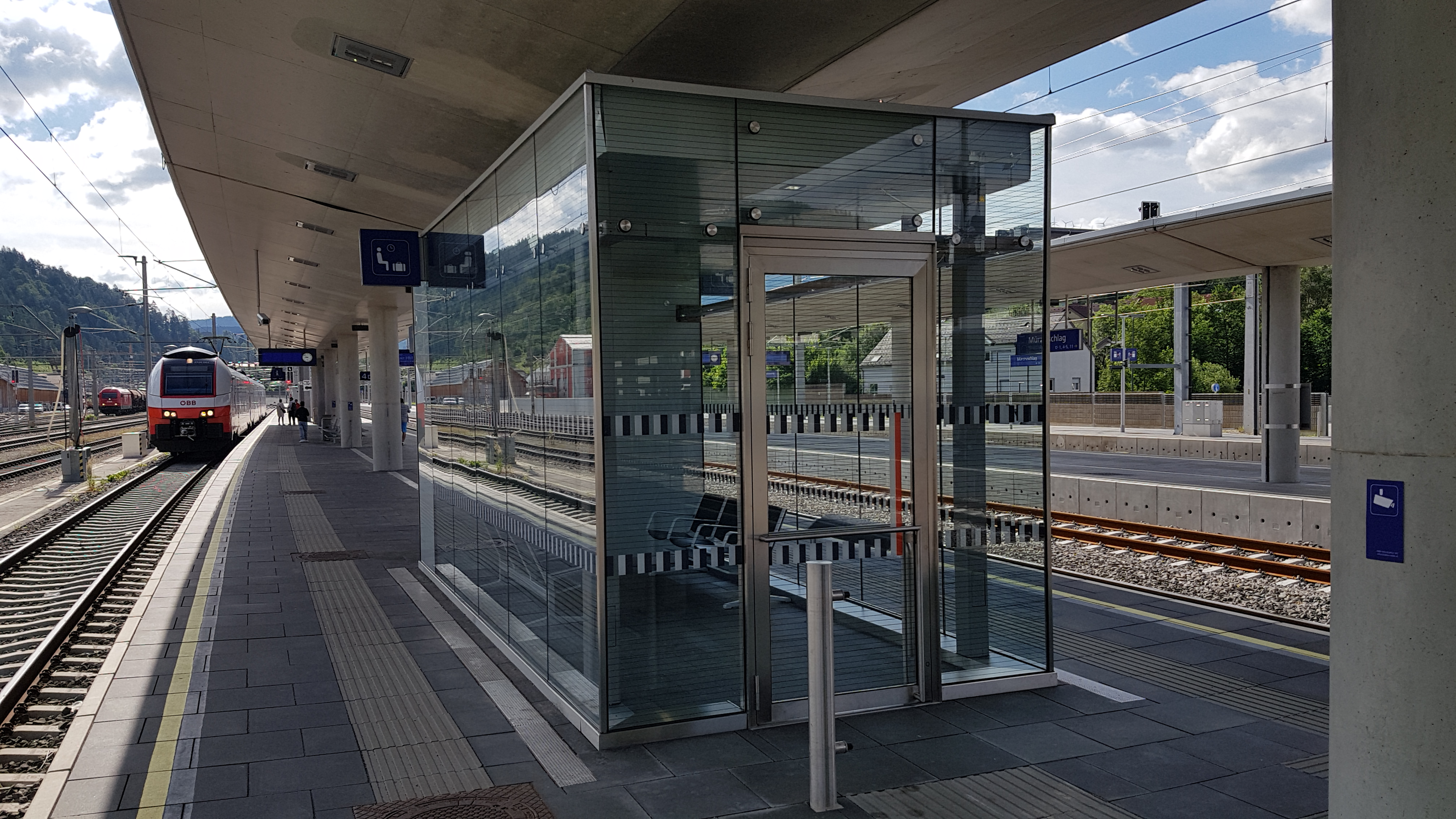
Wartekoje am Bahnsteig 4/5
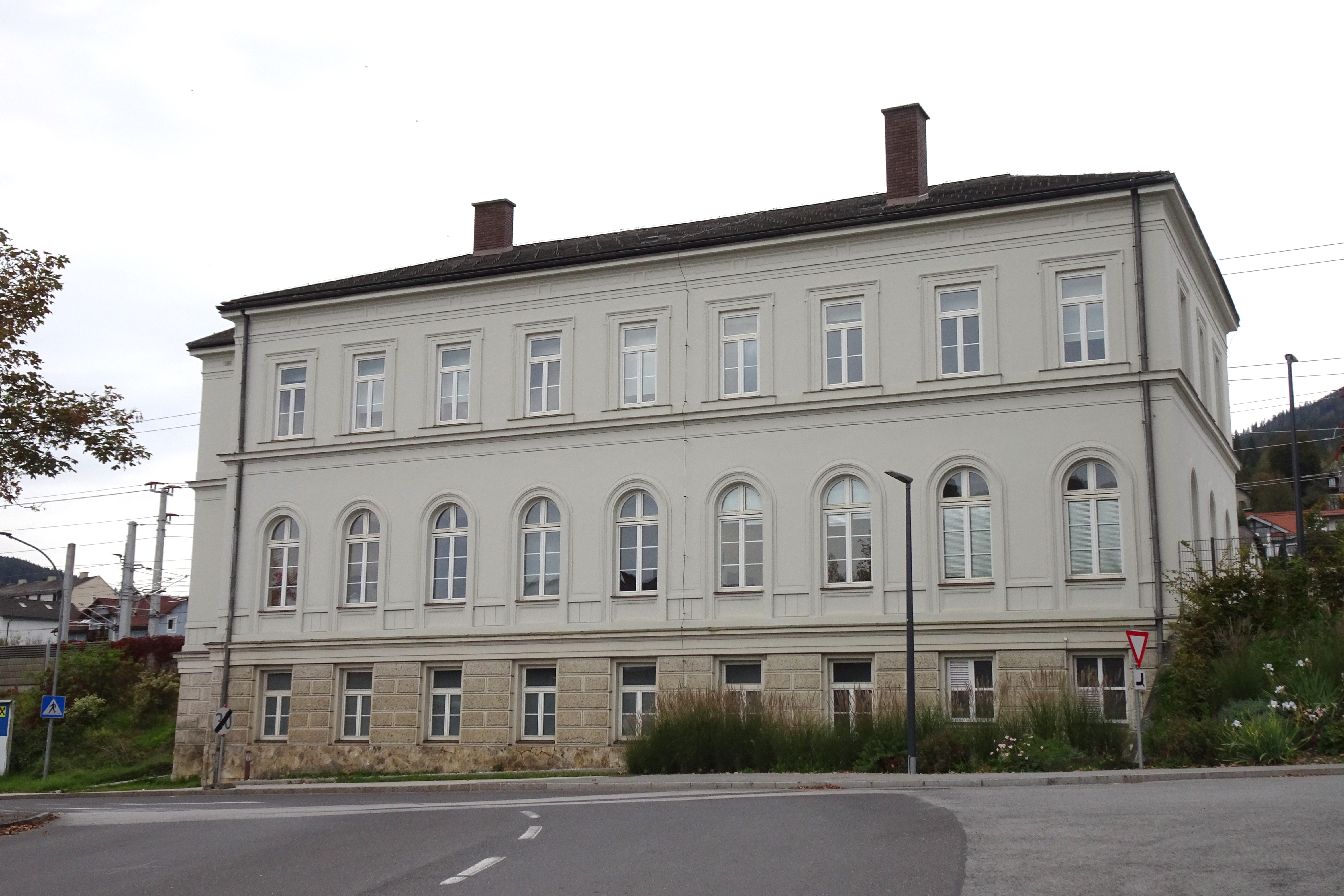
Ehemaliges Postgebäude
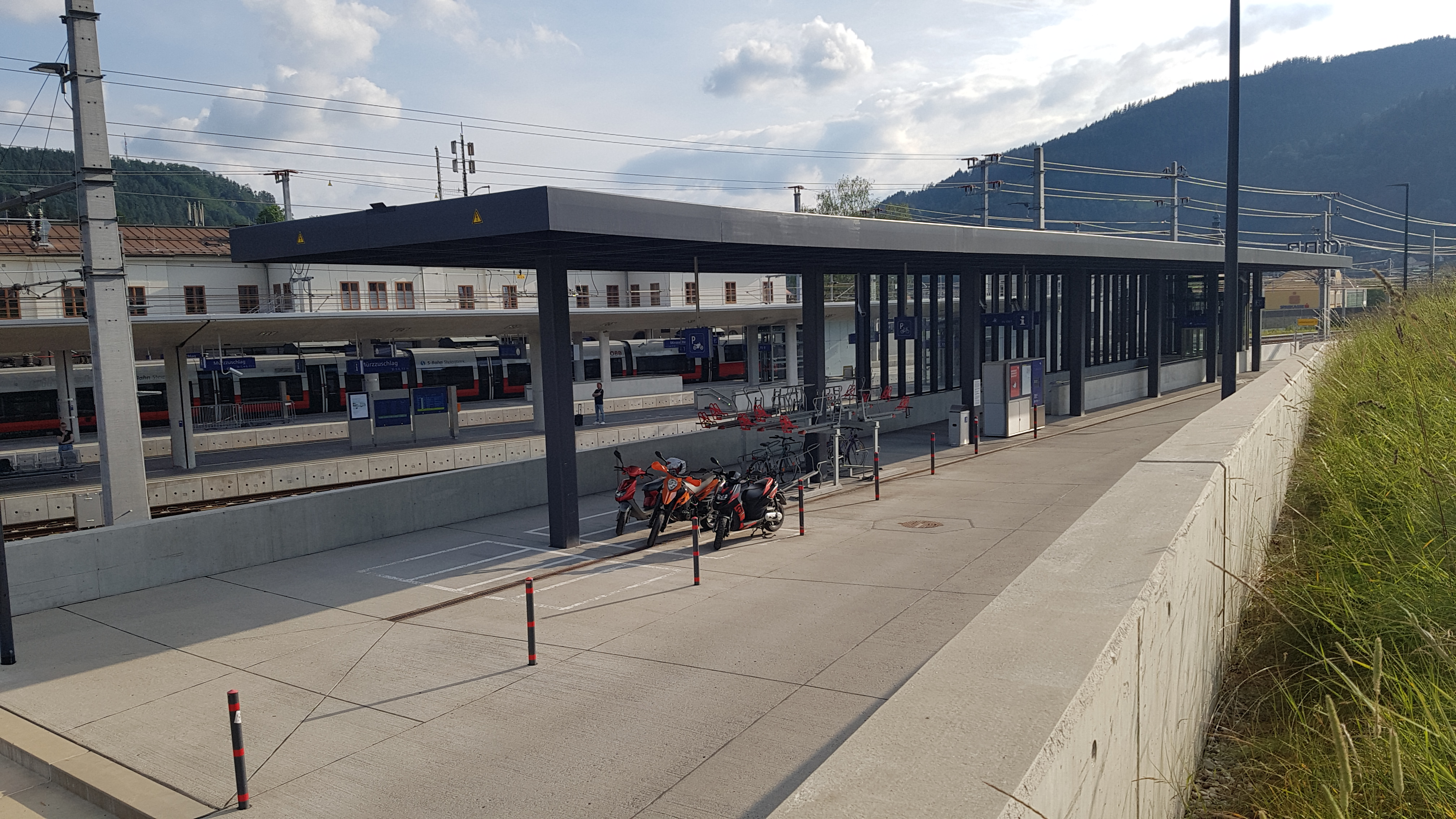
Motorrad- und Fahrradabstellplatz Nord (Heizhausgasse)
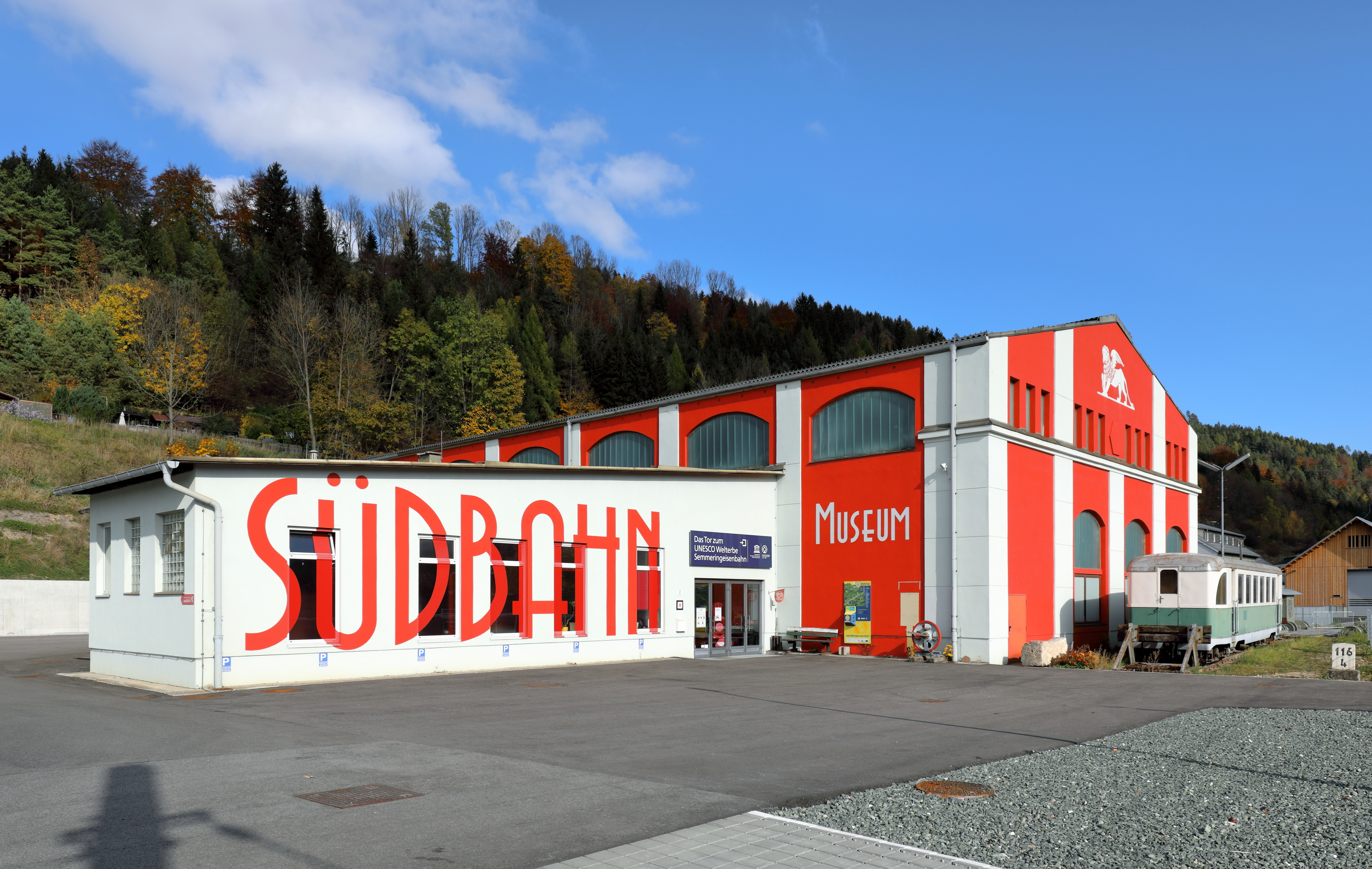
Südbahnmuseum im Nordosten des Bahnhofsareal, Blick aus Süd
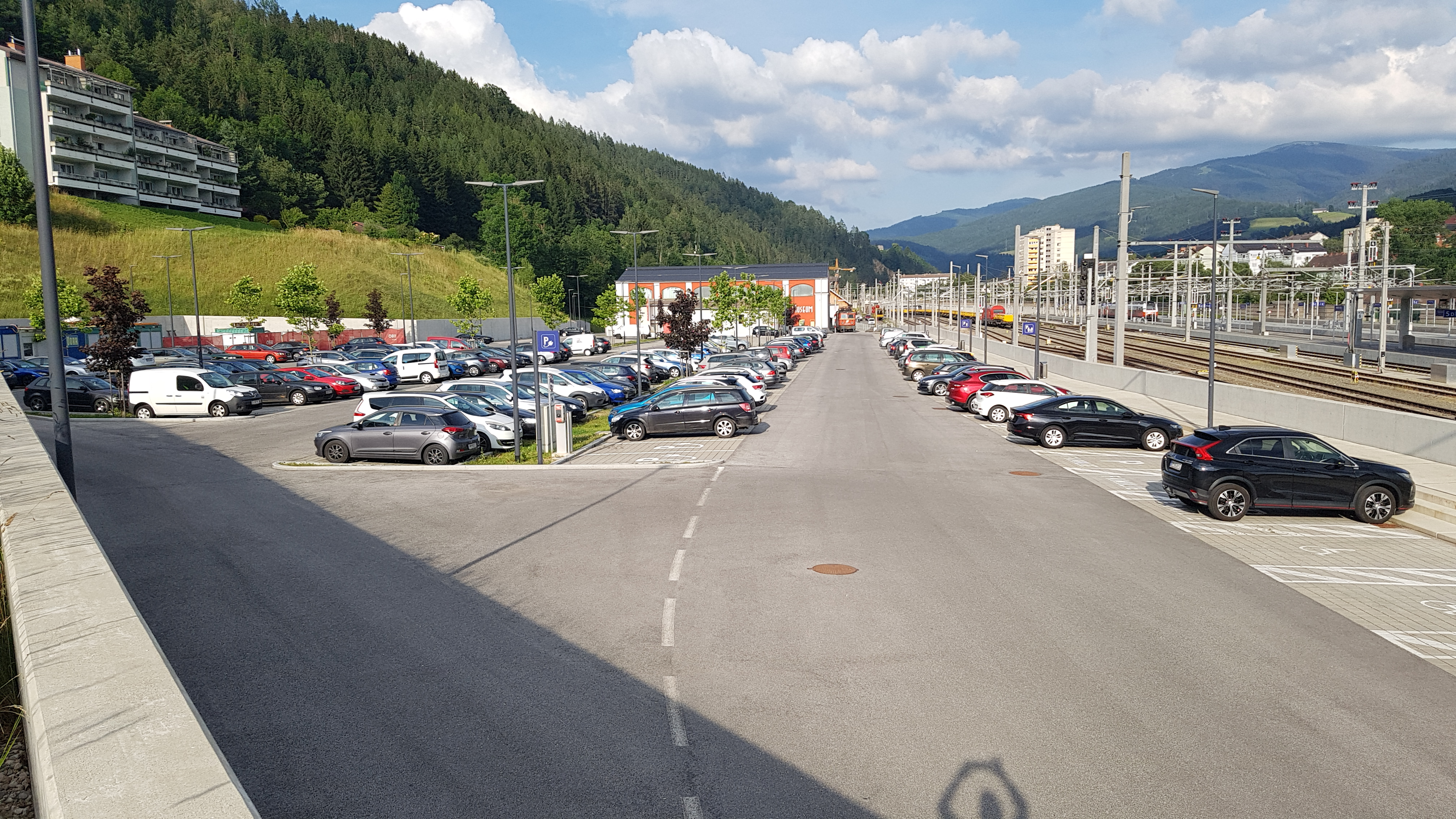
Park & Ride-Anlage vor dem Südbahnmuseum, Blick aus West
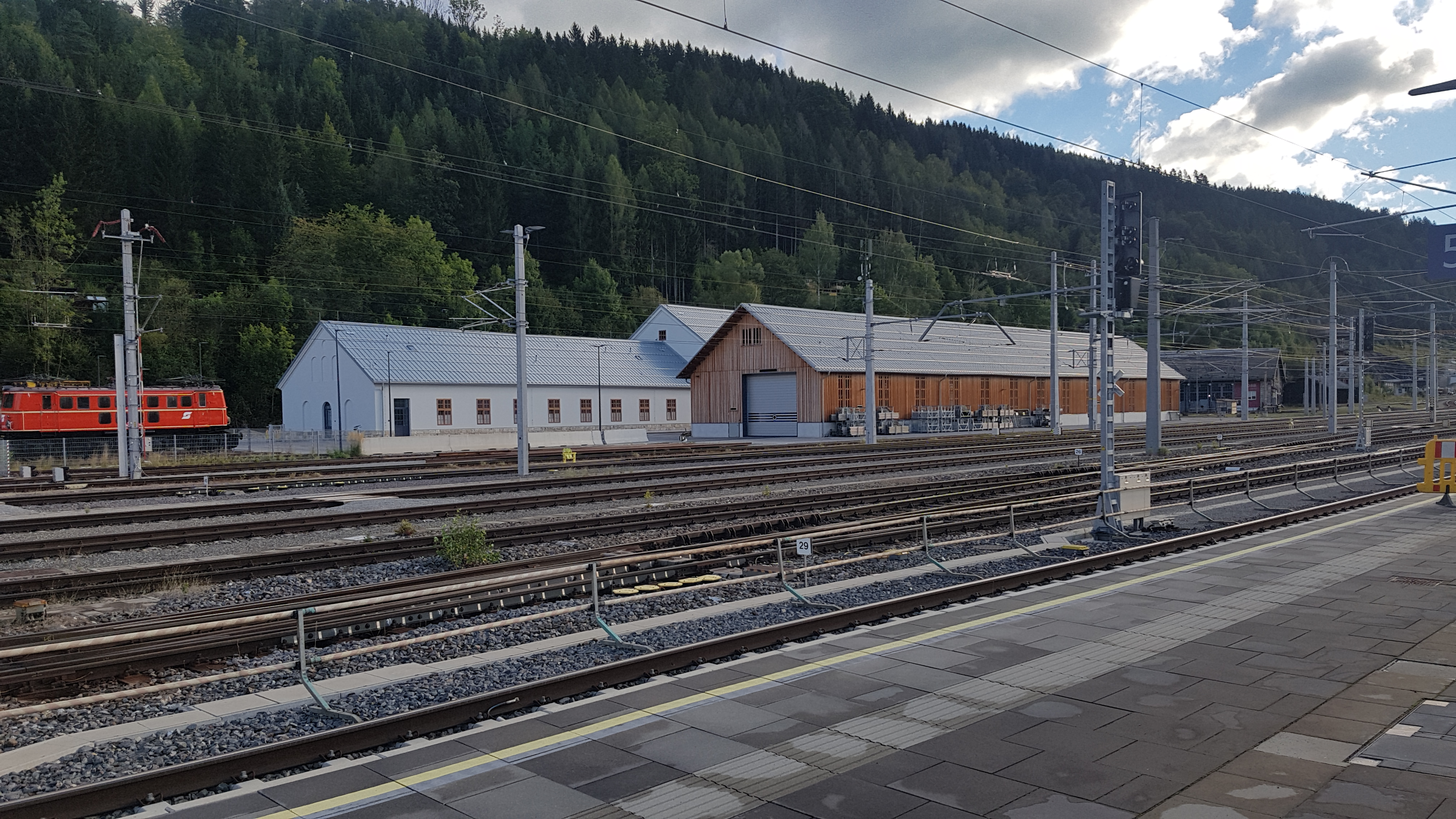
Instandhaltungsstützpunkt des SBT und Lokschuppen des Südbahnmuseums
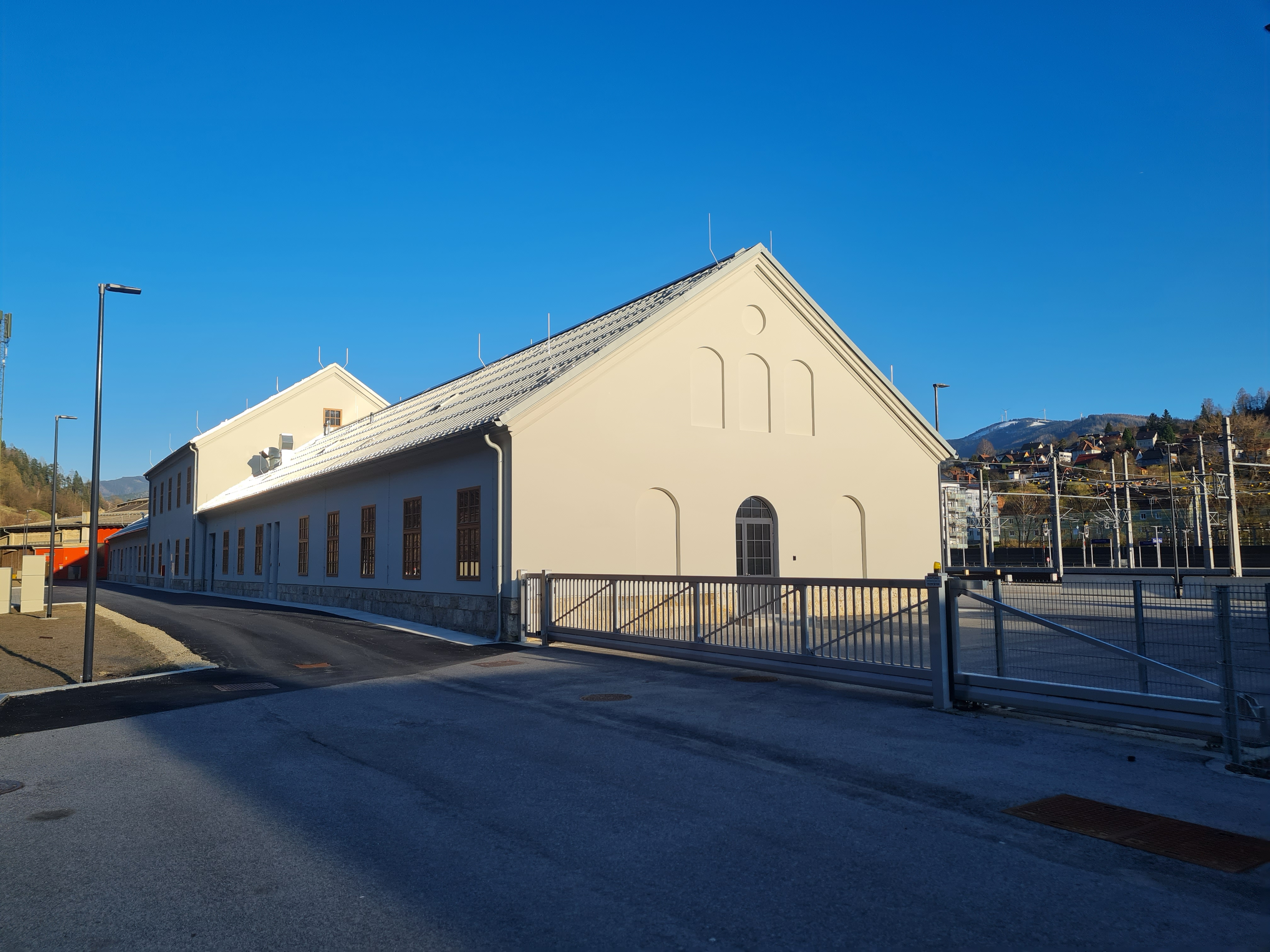
Ehemaliger Lokschuppen
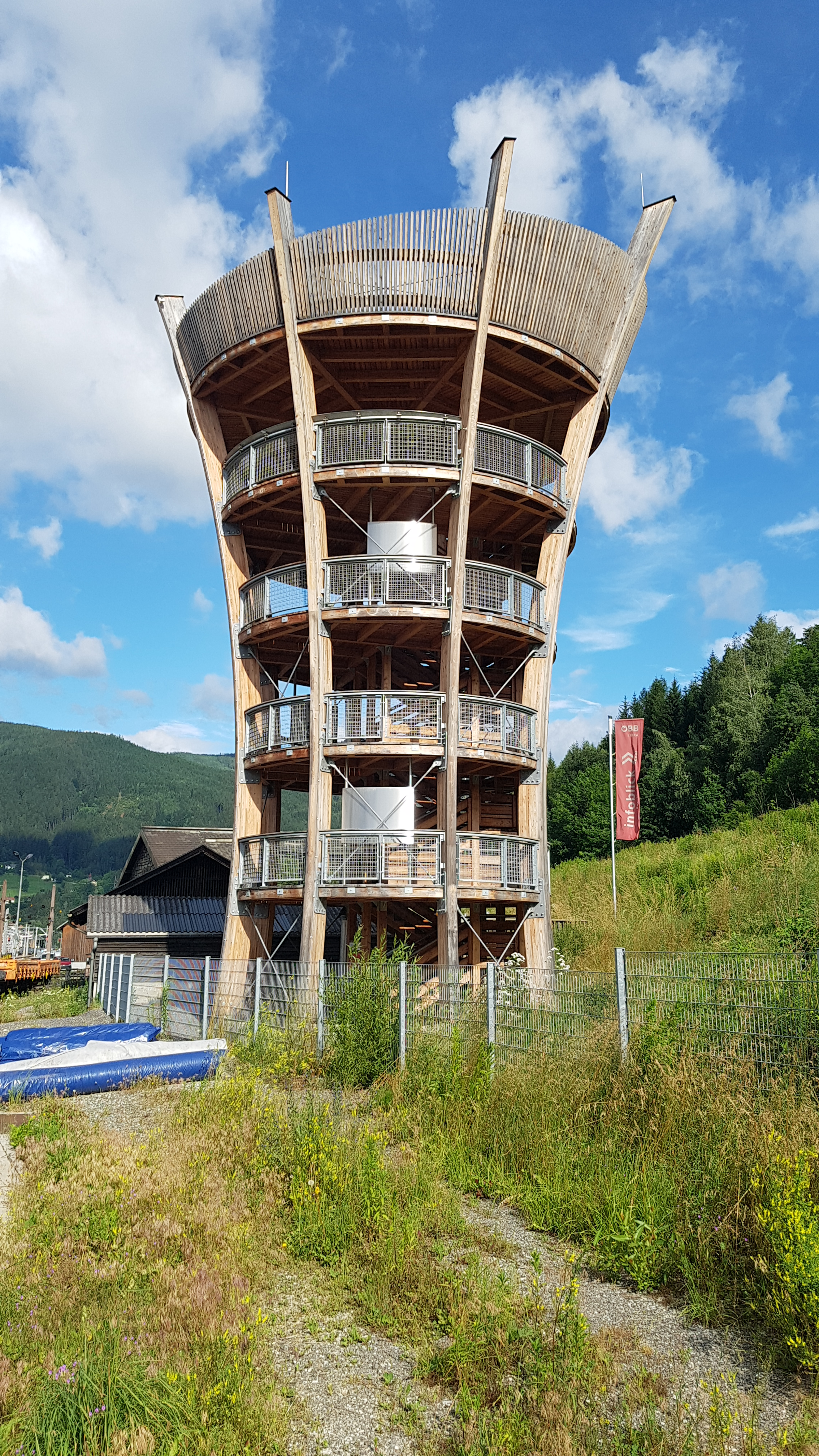
Aussichtswarte beim Westportal des SBT
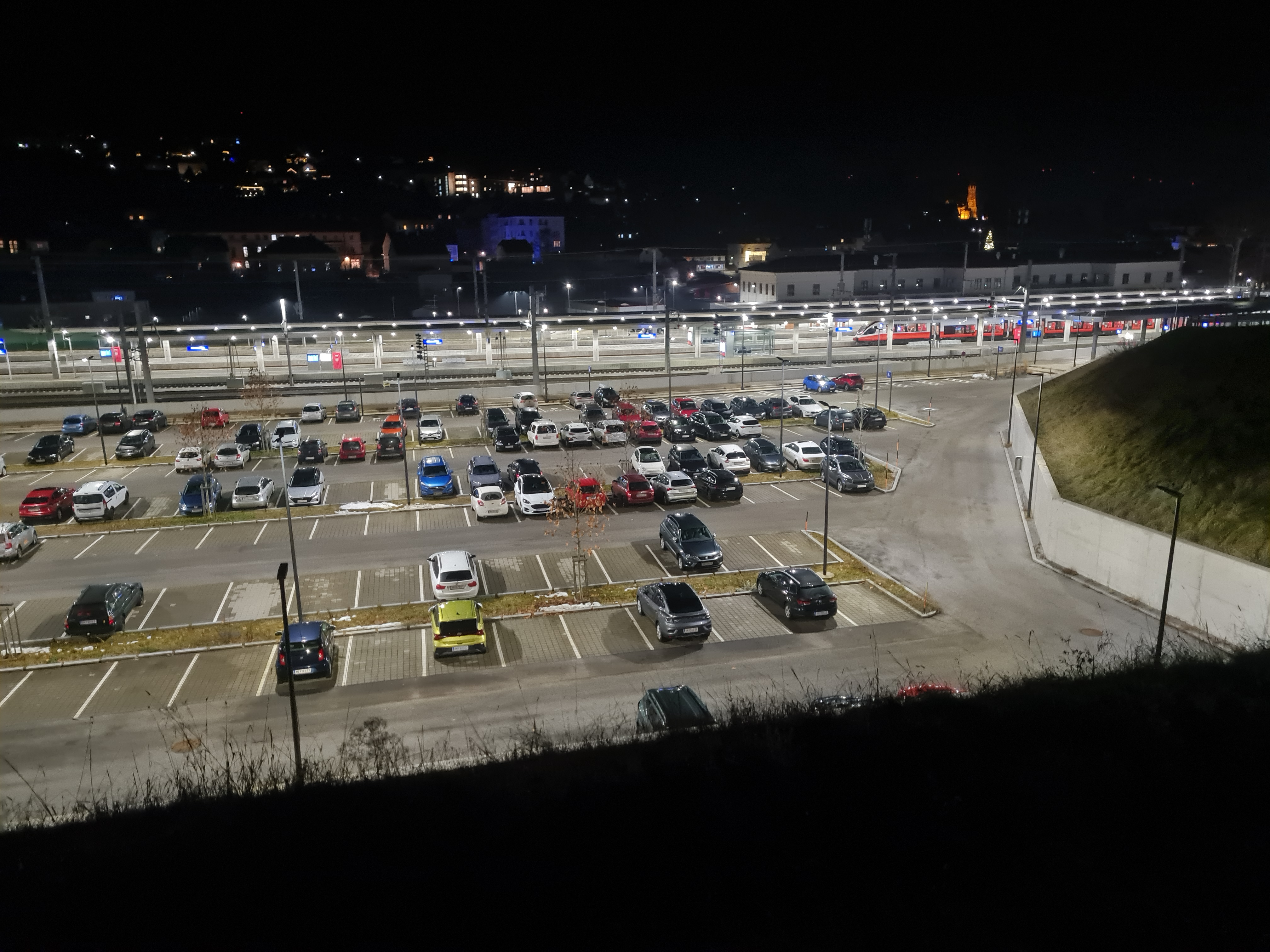
Nachtaufnahme des Bahnhofsareals

Der von den Österreichischen Bundesbahnen betriebene Bahnhof Mürzzuschlag liegt, auf 681 m Seehöhe, am steirischen Abschnitt der Südbahn und ist der südliche Ausgangspunkt der historischen Semmering-Bergstrecke, die heute zum Welterbe in Österreich zählt. Er ist auch Fernverkehrshaltestelle und liegt am Westportal des seit 2012 im Bau befindlichen Semmeringbasistunnels (SBT). Nach der umfassenden Modernisierung seiner Infrastruktur und der wesentlichen Erweiterung der Parkmöglichkeiten für ein- und zweispurige KFZ hat Mürzzuschlag als zentraler Verkehrsknoten im Mürztal in den letzten Jahren wieder etwas mehr an Bedeutung gewonnen.

## Geschichte

### 19. Jahrhundert
Der Habsburger Erzherzog Johann von Österreich trieb energisch die Eisenbahnplanungen in der Steiermark voran, da er die Industriegebiete im Mur- und Mürztal damit besser erschließen und eine leistungsfähige Verkehrsverbindung über Graz zur Adria schaffen wollte. Ihr Bau war aber wirtschaftlich nur dann sinnvoll, wenn auch der Semmeringpass übergleist werden konnte, was er für technisch machbar erachtete. Am 26. März 1825 verfasste er ein Schreiben an Franz Graf von Saurau. Saurau amtierte damals als Reichskanzler und damit als Vorsitzender der – unter anderem für Eisenbahnbelange zuständigen – k.k. vereinigten Hofkanzlei. In diesem Brief betont der Erzherzog die Wichtigkeit des Ausbaues von Eisenbahnstrecken durch das gesamte Gebiet der K.u.K. Monarchie und die Anbindung des Hafens von Triest an den Ost-Indien-Handel. Darin wird von ihm auch Mürzzuschlag als Bahnstation empfohlen. Am 5. Mai 1842 war auf Betreiben des Bankiers Georg Simon von Sina, der 1838 die „Wien-Raaber Eisenbahn-Gesellschaft“ gründete, das erste Teilstück der Südbahn, Wien-Gloggnitz, fertiggestellt worden. Das Eisenbahnzeitalter begann für Mürzzuschlag am 19. Dezember 1841, mit dem kaiserlichen Erlass zum Bau der 94 Kilometer langen Teilstrecke Graz – Mürzzuschlag. Die Genehmigung zum Bau wurde im August 1842 erteilt. Sie war auch der Schlusspunkt im Kampf um die Trassenführung der ersten Bahnverbindung zwischen Wien und Triest, die jahrelangen Bemühungen der Ungarn, die Trasse über ihr Gebiet zu führen, waren damit gescheitert.
Die Dankbarkeit der steirischen Stände darüber war groß und sie übernahmen deswegen auch die gesamten Kosten der Grundablösung entlang der neuen Eisenbahnstrecke. Die Bahn wurde auch nicht mehr von einer Privatgesellschaft, sondern vom Staat in Eigenregie errichtet und war damit Österreichs erste Staatseisenbahnlinie. Als Bauleiter fungierte – der ursprünglich aus Venetien stammende – K.K. Hofrat Hermengild Ritter von Francesconi. Die technische Leitung hatte Oberingenieur Johann Fillinger inne, für den Unter- und Oberbau war ein Ing. Tillmayer zuständig, für den Hochbau der Ing. Löhr. Die Teilstrecke konnte nach einer Bauzeit von nur 369 Arbeitstagen fertiggestellt werden. Am 16. September 1842 wurde die erste Probefahrt zwischen Mürzzuschlag und Graz durchgeführt, am 21. Oktober 1844 konnte die Strecke schließlich feierlich ihrer Bestimmung übergeben werden. Die Eröffnungsfahrt mit der Lokomotive "Graetz" dauerte (wegen der zahlreichen Festakte an den Zwischenhalten) drei Stunden und 21 Minuten. Die Betriebsführung oblag der Wien-Gloggnitzer Bahn, die sie stellvertretend für die k.k südliche Staatsbahn wahrnahm. Die Bahnlinie musste vorerst als sogenannter Inselbetrieb geführt werden, der Schienenersatzverkehr für Fracht und Personen nach Gloggnitz wurde mit Stellwagen über die Semmering-Passstraße bewerkstelligt. Dieser war den Fahrplähnen der Bahn angepasst worden, sodass es in den Bahnhöfen Gloggnitz und Mürzzuschlag zu keinen langen Wartezeiten kam.
Der „Stationsplatz Mürzzuschlag“ (Schreibweise bis 1849) wurde als Bahnhof der Kategorie II klassifiziert, d. h. mit verputzter Außenfassade und gemauerter Stationshalle für die Personenzüge. Dem architektonisch eher schlicht gestalteten Aufnahmsgebäude der ersten Bauphase war ursprünglich auch noch ein kleiner Glockenturm auf das Dach gesetzt worden. Ab Oktober 1844 verkehrten zwei Tageszüge in beiden Richtungen. Im November 1844 wird auch der Güterzugsverkehr nach Graz aufgenommen. Im laufenden Betrieb waren zu diesem Zeitpunkt dort achtundsechzig Bahnbedienstete beschäftigt und der Bahnhof avancierte bald zu einem bedeutenden Eisenbahnstandort. Ende 1841 wird die Trassierung der Scheitelstrecke über den Semmering nach Mürzzuschlag beschlossen, Bauzeit von 1848 bis 1854. 1848 wird Mürzzuschlag offiziell zum Betriebsbahnhof der Semmeringbahn erklärt, damals ausgestattet mit vier Heizhäusern, Werkstätten, Kohlenbunker und Wasserstationen. Technischer Leiter für das südliche Bahnnetz war Carl Ritter von Ghega, der von 1842 bis 1857 die Südbahn über Graz und Laibach nach Triest errichtete und zwischen 1848 und 1854 die Semmeringbahn als erste Gebirgsbahn Europas realisieren konnte. Am 1. August 1857 verließ der erste Schnellzug Wien (Südbahnhof) Richtung Triest. In Mürzzuschlag stationierte Lokomotiven wurden als Vorspann für die Güterzüge über den Semmering eingesetzt. 1868 dürften schon über 100 Personen im Bahnhofsbetrieb beschäftigt gewesen sein. Außerdem wurde die sog. „Ingenieurssektion“ (Streckenleitung) geschaffen. 1858 erwarben private Financiers die auf Staatskosten errichtete Linie Wien-Triest, die damit Teil eines weitgespannten Bahnnetzes wurde. Die Südbahn-Gesellschaft erlebte in der Folge eine wechselvolle Geschichte, die hauptsächlich durch finanzielle Schwierigkeiten gekennzeichnet war.
1870 beschreibt Wilhelm von Flattich, Oberbaudirektor der Südbahngesellschaft, das Aufnahmsgebäude:
„Die Station Mürzzuschlag, in welcher nur eine geringe Personenaufnahme stattfindet, dient hauptsächlich als Mittagsstationen für die Reisenden der Linie Wien-Triest. Das Aufnahmsgebäude ist mit Rücksicht auf das früher Gebäude den Bedürfnissen entsprechend eingerichtet worden; es erklärt sich hieraus die durchaus abnormale Anlage. Das Aufnahmsgebäude hat gegen die Bahn einen bedeckten Perron, welcher erlaubt, in die auf den dem Perron zunächst liegenden Geleisen befindlichen Wagenzügen gegen Regen geschützt einzusteigen; die Säulen, welche das Dach der Veranda tragen, dienen gleichzeitig als Ablaufröhren des Dachwassers. Die Küche der Restaurationen ist von der Straße aus zugänglich; sie ist von dem Restaurationssaale für die Reisenden durch einen Raum getrennt, welcher für die Manipulation mit den Speisen, den Getränken und der Wäsche dient, und gleichzeitig verhindert, dass der Küchengeruch in den Saal dringt. Ein Saal ist zum Gebrauche für den aller höchsten Hof mit besonderem Ausgang, da dieser Ort von Seiner Majestät häufig zu Jagdausflügen benützt wird.“
1879 wurde die elf Kilometer lange Lokalbahn von Mürzzuschlag nach Neuberg an der Mürz eröffnet. Da die geplanten Verlängerungen zur Leobersdorfer Bahn bzw. zur Mariazellerbahn nie zustande kamen, diente die sogenannte Neuberger Bahn bis zuletzt vorrangig dem Güterverkehr zum Sägewerk der Österreichischen Bundesforste in Neuberg. 1898 wird das Aufnahmsgebäude wieder umgebaut, in weiterer Folge wird auch das Gebäude des k.u.k. Post- und Telegrafenamt errichtet. Diese Umbaumaßnahmen prägen das Erscheinungsbild des Bahnhofs im Wesentlichen noch heute.

### 20. Jahrhundert
Im Oktober 1908 wurde der Bahnhof elektrifiziert, die Stromversorgung erfolgte über das (heute noch bestehende) Laufwasserkraftwerk in Kapellen. 1923–1925 kam es zur Änderung in der Bahnbetriebsführung. Die Bahnlinie Wien-Graz wurde bis 1923 von der „„K & K. priv. Südbahngesellschaft““ betrieben, letztere wurde in diesen Jahren von den damaligen Bundesbahnen Österreich (BBÖ) übernommen und der Bahnhof Mürzzuschlag der Bahndirektion Wien-Südost unterstellt. In den Kriegsjahren 1940–1945 stieg das Verkehrsaufkommen über den Semmering massiv an. Bis zu 825 Tonnen schwere Halbzüge passierten nun die Gebirgsstrecke, aus diesem Grund musste auch der Standort Mürzzuschlag weiter ausgebaut werden. 66 Güterzugslokomotiven für den Vorspann über den Semmering wurden hierzu im Bahnhof Mürzzuschlag stationiert. Bis 1947 wird die Vergrößerung des Rundlokschuppens abgeschlossen, die beiden dreigleisigen 65 m langen Rechteckschuppen umgebaut, es entstehen zwei Lokwerkstätten – verbunden durch eine Schiebebühne, zwei 20 m lange Drehscheiben, fünf Putzgruben, zwei Wassertürme mit je einem 90 m³ Behälter, zusätzlich ein Anschluss an das städtische Wasserversorgungsnetz, sechs Wasserkräne, zwei Kohlenkräne und ein 6.000 Tonnen fassendes Kohlelager (durchschnittlich wurden 130 Tonnen pro Tag benötigt).
In den Nachkriegsjahren 1957–1959 wurden die drei Stellwerkstürme außer Betrieb gestellt und wenig später abgetragen. Die Fahrsicherung erfolgte nun von sechs Schlüsselwerken aus – diese waren in einfachen Hütten untergebracht. Die Bahnsteige wurden überdacht und der Personentunnel gebaut. Weiters wurden neue Gleisstränge verlegt und ein Zentralstellwerk errichtet. In Mürzzuschlag wurden zudem, erstmals auf einer österreichischen Bahnanlage, neu entwickelte PVC-Kabel verlegt. 1959–1963 etabliert sich die Doppeltraktion, die Semmeringbahn wird in weiterer Folge 1959 durchgehend elektrifiziert, ab 1963 auch die Strecke Mürzzuschlag-Bruck-Knittelfeld. In Mürzzuschlag konnten nun auch Reparaturen an allen Traktionen durchgeführt werden. Ab September 1976 wurde die Streckenleitung Mürzzuschlag aufgelassen und der Aufsichtsbereich von Wiener Neustadt übernommen. Bis 1979 waren noch 159 Mitarbeiter im Bahnhof beschäftigte (hauptsächlich bei der Zugförderung und Bahnmeisterei), durch die Umorganisation der Streckenleitung gingen rund 100 Dienststellen in Mürzzuschlag verloren. Im Oktober 1983 begann für den Fahrkartenschalter das Computerzeitalter, es wurden zwei Nixdorf Kassenterminals 8812 in Betrieb genommen. 1990 wird der Bahnhof Mürzzuschlag bezüglich Arbeitnehmerschutz ausgezeichnet. 1996 wurde der Bahnbetrieb Mürzzuschlag–Neuberg stillgelegt, die endgültige Einstellung durch das Verkehrsministerium erfolgte erst 2007. 1998 folgt auch die Einstellung des Werkstättenbetriebes in Mürzzuschlag.

### 21. Jahrhundert
2001 wird der Personentunnel bis zur Heizhausgasse verlängert. 2008 wurde der Bahnhof Mürzzuschlag mit einem neuen elektronischen Stellwerk verkehrstechnisch modernisiert. Nach eineinhalb Jahren Bauzeit konnte die zwölf Millionen Euro teure Investition in Betrieb genommen werden. Seit September 2010 verläuft auf der ehemaligen Bahntrasse Mürzzuschlag–Neuberg der Radweg R5, dieser wurde am 19. Juni 2011 dem Verkehr übergeben.
Ab 2013 wurde der gesamte Bahnhof Mürzzuschlag – im Zuge der Errichtung des Westportals des Semmering-Basistunnels – um knapp 5 Mio. Euro bautechnisch auf den neuesten Stand gebracht. Mit Beginn der Umbauten an den Außenanlagen und erforderlichem Softwaretausch am 4. April 2019 wurden auch die letzten Vorspannmanipulationen am 3. August 2019 in Mürzzuschlag durchgeführt (ca. 65 Triebfahrzeugführer waren bis zu diesem Datum in Mürzzuschlag stationiert). Während des Sommers 2019 legten Archäologen die Fundamente des ersten, sogenannten „Semmeringer Heizhauses“ frei und dokumentierten deren Befunde. Auch die Arbeiten in „offener Bauweise“ am Basistunnel begannen. 2020 entstand an der Stelle des alten Lokschuppens eine neue Gleishalle des zukünftigen SBT-Instandhaltungs-Stützpunkts. Im Zuge des Baus des Semmering-Basistunnels musste der Bahnhof Mürzzuschlag umfassend saniert und modernisiert werden. Von den 160 Millionen Euro, die insgesamt in diesen Bauabschnitt investiert werden, flossen Mittel in eine neue Park&Ride-Anlage mit E-Ladestationen, die seit 2021 in Betrieb ist, sowie in den Umbau des Bahnhofsgebäudes und des Vorplatzes (Busterminal, Taxistände und Kurzparkplätze, sowie überdachte Rad- und Mopedabstellplätze). Letztgenannte Arbeiten wurden Ende 2023 abgeschlossen.
Besonderes Augenmerk wurde beim Umbau auf den Denkmalschutz gelegt, wobei die Fassaden des Aufnahms- und Postgebäudes wieder denen des frühen 20. Jahrhundert angeglichen wurde. Das ehemalige Postgebäude wurde ebenfalls umfangreich saniert und ist z. Zt. Sitz der ÖBB Infra/Bauleitung Semmeringbasistunnel. Außerdem wurde auf der Nordseite des Frachtenbahnhofes ein eigenes Abstellgleis für einen Rettungszug errichtet. Um einen reibungslosen Schienenverkehr zu ermöglichen wurde der Gleisbereich so adaptiert, dass der Zulauf zum Westportal des Semmering-Basistunnels in die Trasse der Semmeringbahn eingebunden wird, wofür die Gleisanlagen teilweise vollkommen erneuert werden mussten. So wurden hierfür insgesamt neun Kilometer Gleise verlegt, 31 Weichen eingebaut und für den Unterbau 41.000 Tonnen Schotter verarbeitet.  Der Umbau erfolgte unter laufendem Betrieb, organisiert in etwa 100 Bauphasen. Am 13. Mai 2023 wurde der neugestaltete Bahnhof nach vierjähriger Bauzeit neu eröffnet.

## Verkehr und Betrieb
Der Bahnhof Mürzzuschlag weist eine Frequenz von rund 1900 Fahrgästen am Tag auf.
Mürzzuschlag ist planmäßiger Halt von Fernverkehrszügen auf ihrer Fahrt von Wien nach Graz. Im Nahverkehr fahren ab Mürzzuschlag Regionalzüge über die
- Semmeringbahn nach Payerbach-Reichenau sowie die
- Linie S9 der S-Bahn Steiermark über die Südbahn nach Bruck an der Mur.

Busse verkehren vom Bahnhof aus nach Mariazell, Kindberg und Semmering.
Rund 220 Zugfahrten und 500 Verschubfahrten werden hier täglich abgefertigt. 85 Signale und 67 Weichen werden über das Elektronische Stellwerk bedient. Im März 2019 begannen in Mürzzuschlag die Hauptarbeiten im Zuge des Bahnhofumbaus, der Erneuerung der Gleisanlagen, sowie der Errichtung der westlichen Zufahrt und Tunnelportals des Semmering-Basistunnels (SBT). Auf der so begradigten bzw. verkürzten Semmeringstrecke können nach seiner Fertigstellung wesentlich längere Güterzüge zusammengestellt, diese schwerer beladen und mit nur noch einem Triebfahrzeug gefahren werden. Baustellenbedingt mussten auch die Betriebsabläufe im Bahnhofsbereich geändert werden.
Mit 3. August 2019 wurde in Mürzzuschlag die Zugförderung eingestellt. Seither werden Zügen in Richtung Norden (nach Wien) für ihre Fahrt über die alte Semmeringbahn aus betrieblichen Gründen nötige Vorspannlokomotiven und Schiebetriebfahrzeuge bereits im Bahnhof Kapfenberg beigegeben. Bei Zügen in Richtung Süden (nach Bruck an der Mur) werden Vorspanntriebfahrzeuge im Bahnhof Spital am Semmering bzw. Nachschiebetriebfahrzeuge bereits kurz nach der Durchfahrt des Semmering-Scheiteltunnels in Semmering Unterwerk abgehängt. Nach Inbetriebnahme des Semmering-Basistunnels wird die Fahrzeit von Graz nach Wien (ab 2030) nur mehr etwa 1,5 Stunden betragen. Die Regionalbusse halten seit 2023 direkt vor dem Aufnahmsgebäude, somit gibt es neben dem Busbahnhof in der Frachtenstraße eine zusätzliche Möglichkeit von der Bahn auf den Bus umzusteigen.
Moped- und Radfahrer haben seit dem Umbau den kürzesten Umstiegsweg zu den Zügen. In der Heizhausgasse und am Vorplatz vor dem Hausbahnsteig wurden überdachte Abstellplätze für einspurige KFZ eingerichtet.
Eckdaten des Mobilitätszentrums am Bahnhof Mürzzuschlag:
- 428 Park & Ride-Plätze (davon 2 E-Mobility und 8 für Mobilitätseingeschränkte Menschen),
- 110 überdachte Bike & Ride-Plätze,
- 22 überdachte Motorrad-Stellplätze,
- modernisiertes Reisezentrum, Wartebereich und WC (gebührenpflichtig) im Bahnhofsgebäude,
- überdachte Bushaltestelle direkt vor dem Bahnhof.[30]

## Anlagen

### Bahnsteige und Personentunnel
der Bahnhof verfügt über
- einen Hausbahnsteig (1),
- einen in Richtung Osten anschließenden Kopfbahnsteig (11)[31] sowie
- zwei Bahnsteigsinseln (2/3 und 4/5).

Alle Bahnsteige haben seit der Modernisierung (2013 bis 2024) eine Kantenhöhe von 55 Zentimetern (zuvor 38 cm). Der Bahnsteig 2/3 hat eine Länge von 320 m, der Bahnsteig 4/5 eine Länge von 420 m. Beide sind auf einer Länge von ca. 51 m überdacht. Die Bahnsteigdächer sind von Grund auf neu errichtete Betonkonstruktionen.
Von der Wartehalle des Aufnahmsgebäudes führen zwei Stiegen in den von Nord nach Süd ausgerichteten, circa vier Meter breiten Personentunnel, beide Inselbahnsteige können entweder über die Treppen an ihrem westlichen von dort aus betreten werden, oder sind auch barrierefrei – über die Aufzüge – zugänglich. Die Park&Ride-Anlage, das Südbahnmuseum Mürzzuschlag und die Aussichtswarte am SBT-Westportal sind über die Treppe oder dem Aufzug in der Heizhausgasse zu erreichen.
Von März 2019 bis Mai 2023 wurden auch die Fahrgastbereiche vollkommen neu gestaltet. Die Erhöhung des Hausbahnsteiges (Bahnsteig 1) auf 55 cm, Aufzüge und ein Blindenleitsystem verbesserten die Barrierefreiheit des Bahnhofes erheblich. Diese Arbeiten wurden schon im Dezember 2013 abgeschlossen.  Auf dem beträchtlich erweiterten Vorplatz entstanden ein Wendekreis für Busse, drei überdachte Busbuchten, Taxistände, Kurzparkplätze und an seinem östlichen Ende eine Zugangsrampe zur Polizeiinspektion Mürzzuschlag, dem Kindergarten und zum Semmering-Radweg. Für Motorrad- und Fahrradfahrer stehen am Vorplatz, vor dem ehemaligen Postgebäude (Hausbahnsteig) und am Abgang Heizhausgasse überdachte Abstellplätze zur Verfügung. Seit Anfang 2024 ist auch der Bahnsteig 2/3 wieder in Betrieb, an dem zukünftig die Personenzüge halten werden, die den Semmering-Basistunnel durchfahren.

### Hauptgebäude
Die Hauptgebäude des Bahnhofs, Aufnahmsgebäude und ehemaliges Postgebäude, befinden sich südlich der Gleisanlagen am Kaplanplatz. Der Fachautor Sepp Tezak beschrieb ihr ursprüngliches Aussehen wie folgt:

„Auf dem Aufnahmsgebäude, II. Klasse, befindet sich der auf größeren Bahnhöfen übliche Uhrturm und eine zweigleisige Personenhalle mit einem überdachten Verbindungsweg zwischen beiden Objekten.“

Seither wurden die Gebäude mehrfach baulich verändert, so ist zum Beispiel der Uhrturm nicht mehr erhalten. Das Aufnahmsgebäude selbst besteht aus drei eingeschoßigen, von Nord nach Süd ausgerichteten Vorbauten, die über den, ebenfalls eingeschoßigen, von West nach Ost ausgerichteten Südflügel miteinander verbunden sind. Das Aufnahmsgebäude ist der östlichste Teil des Ensembles. Es beherbergt die Bahnhofshalle mit Wartemöglichkeit, Fahrkartenschalter, -automat, Toilettenanlagen, sowie der Zugang zum Hausbahnsteig und zum Personentunnel. Die kommerzielle Nutzung von Räumen des des Aufnahmsgebäudes erfolgt durch eine Cafeteria und einem ärztlichen Primärversorgungszentrum des Diakoniewerks welche sich sich in der Wartehalle bzw. im Ostflügel des Bahnhofsgebäudes befinden.

### Heizhaus und Lokschuppen
Neben dem ehemaligen Heizhaus befanden sich ursprünglich zwei Lokschuppen, die für den heutigen Bahnbetrieb ebenfalls nicht mehr benötigt werden. Hier wurden einst die Lokomotiven vorgeheizt, bzw. gewartet und für ihren Einsatz auf der Semmeringbahn vorbereitet. 2023–2024 wurde einer davon saniert und danach vom Südbahnmuseum nachgenutzt. Auf dem Areal des abgerissenen Lokschuppens entstand eine – dem früheren Lokschuppen nachempfundene – neue Gleishalle als Instandhaltungsstützpunkt für die SBT-Wartung.
Der sich daran anschließende Rundlokschuppen ist 1873 von Wilhelm von Flattich im Zuge einer großen Erweiterung der Semmeringbahn geplant und errichtet worden. Im Zweiten Weltkrieg musste das Gebäude wegen der größeren neuen Dampflokomotiven erweitert werden. 2005, nach 132 Jahren, außer Betrieb gestellt, wurde er ein Jahr später vom Bundesdenkmalamt unter Schutz gestellt:

„Die Kombination der Lokmontierungshalle mit Schiebebühne (SÜDBAHN Museum) und Rundlokschuppen mit Drehscheibe bildet die letzte erhaltene Anlage dieser Art aus der Zeit der Hochblüte des Eisenbahnwesens um 1900 in Österreich. … Die beiden Bauwerke samt Schiebebühne und Drehscheibe sind daher von besonderer geschichtlicher und kultureller Bedeutung.“

Die sogenannte „Neue Montierung“, eine 1919 errichtete rechteckige Halle, beherbergt heute die Ausstellungsräume des Südbahnmuseums.
Im Zuge des seit März 2019 in Angriff genommenen Umbaus wurde auch der nördliche Bereich des Bahnhofs (Heizhausgasse) den neuen Gegebenheiten angepasst. Nach umfangreichen Hangabgrabungsarbeiten konnte die Park & Ride-Anlage für 550 Parkplätze und 20 Motorrad- und Fahrradabstellplätze und mit E-Ladestationen fertiggestellt werden. Auch das Südbahnmuseum rückte damit, optisch, mehr in den Mittelpunkt. Um die Neubaustrecke des Semmering-Basistunnels im Bahnhof Mürzzuschlag in die Semmeringbahn einzubinden, wurden die Gleisanlagen adaptiert und erneuert. Insgesamt wurden 9 Kilometer Gleise verlegt, 31 Weichen eingebaut und 41.000 Tonnen Schotter verarbeitet. Der Umbau erfolgte unter laufendem Betrieb, unterteilt in rund 100 Bauphasen. Rund 160 Mio. Euro wurden in die Bauarbeiten im Portalbereich des SBT, in die Errichtung von Betriebsgebäuden, in die Erweiterung der Gleisanlagen, sowie in den Umbau und die Modernisierung des Bahnhofs investiert. Im Mai 2023 wurde der neugestaltete Bahnhof eröffnet.

## Südbahnmuseum
Das Südbahnmuseum entstand zum 150-jährigen Jubiläum der Semmeringbahn und wurde am 10. Juni 2007 seiner Bestimmung übergeben. Unter dem Hauptthema "Über den Berg. Wien – Mürzzuschlag – Triest in 13 Stunden 4 Minuten" widmet sich die Ausstellung auf insgesamt rund 2200 Quadratmetern der Baugeschichte der Südbahn. Mehrere Lokomotiven der ÖBB sowie des Technischen Museums Wien sind als Leihgaben ausgestellt, unter anderem eine der klassischen Südbahn-Lokomotiven der Reihe SB 629. Außerdem sind viele Draisinen und Motorbahnwagen zu sehen, die für Wartungs- und Instandhaltungsarbeiten genutzt wurden.
Träger des Museums ist der im Jahr 2003 gegründete Verein Freunde der Südbahn.
Infoblick
Im Herbst 2019 wurde östlich des Südbahnmuseums eine Aussichtswarte (Holz-Stahl-Konstruktrion) errichtet, von wo man aus den SBT-Zulauf und das gesamte Bahnhofsareal überblicken und den Baufortschritt des Semmeringtunnels verfolgen kann.

## Trivia
In seiner Kurzgeschichte "Verhängnisvolle Wartezeit" berichtet Arthur Achleitner über den standhaften Stationsvorsteher des Bahnhofs Mürzzuschlag, der den Sonderzug des österreichischen Kaisers entgegen den Wünschen des dadurch sehr ungehaltenen Kaisers Franz Joseph I. nicht früher abfahren lässt, sondern sich strikt an den Fahrplan hält. Letztendlich wird dem Stationsvorsteher dafür - auf allerhöchste Anweisung - der Franz Josef-Orden verliehen.